# John Jordan Crittenden
John Jordan Crittenden (Versailles, 10 settembre 1786 – Frankfort, 26 luglio 1863) è stato un politico statunitense.

## Biografia
Fu procuratore generale degli Stati Uniti per pochi mesi nel 1841, a cavallo della presidenza di William Henry Harrison e di quella di John Tyler e poi di nuovo dal 1850 al 1853 durante la presidenza di Millard Fillmore.
Figlio di John Crittenden e Judith (Harris) Crittenden, suo fratello Robert Crittenden diventò un famoso avvocato dell'epoca. Spostatosi a Lexington nel Kentucky, studiò con John Cabell Breckinridge, Thomas Alexander Marshall e Francis Preston Blair, per poi frequentare la Washington and Lee University.
Fra le altre cariche che rivestì quella di diciassettesimo governatore del Kentucky.
Nel 1860, quando era senatore al Congresso, presentò una serie di proposte per scongiurare il pericolo incombente di guerra civile, note nell'insieme come "compromesso Crittenden". Esse però non furono approvate. 

### Matrimoni
Crittenden si sposò tre volte e divorziò due volte:
- Sarah O. Lee, il 27 maggio 1811,[3] ebbero 7 figli fra cui i generali George Crittenden e Thomas Leonidas Crittenden
- Maria Knox Todd, il 15 novembre 1826, vedova figlia del giudice Harry Innes. Ebbero due figli, John and Eugene.[4]
- Elizabeth Moss il 27 febbraio 1853.